# Paul Van den Berghe
Paul Van den Berghe (Geraardsbergen, 7 januari 1933) is een Belgisch bisschop.
Van den Berghe volgde klassieke humaniora aan het Sint-Catharinacollege in Geraardsbergen, is licentiaat in de thomistische wijsbegeerte en werd priester gewijd op 15 juni 1957. Hij behaalde vervolgens het doctoraat in de theologie in 1961 en werd professor in de exegese aan het grootseminarie in Gent, waar hij ook een van de bezielers werd van het Hoger Instituut voor Godsdienstwetenschappen. Hij was lange tijd redactiesecretaris van Collationes, een Vlaams tijdschrift voor theologie en pastoraal en schreef ook talrijke bijdragen over de exegese van het Nieuwe Testament.
Op 7 juli 1980 werd hij benoemd tot 21ste bisschop van Antwerpen (3de bisschop van het heropgerichte bisdom Antwerpen) en op 7 september van dat jaar gewijd.  Als kenspreuk koos hij een vers uit de Galatenbrief van Paulus: "Libertati nos liberavit" (Voor de vrijheid heeft hij ons vrijgemaakt).  In de Belgische bisschoppenconferentie was hij verantwoordelijk voor het Interdiocesaan Pastoraal Beraad.
In 2008 trad hij wegens het bereiken van de leeftijdsgrens af als bisschop en werd begin 2009 opgevolgd door Johan Bonny.
- Bibliothèque nationale de France: cb12900116n (data)
- International Standard Name Identifier: 0000 0000 7294 4191
- Système universitaire de documentation: 078021820
- Virtual International Authority File: 102390477